# Полет 402 на „TAM Транспортс Ейриос Ридженайс“
Полет 402 на „TAM Транспортс Ейриос Ридженайс“ е редовен вътрешен пътнически полет от регионалното летище „Уго Кантерджиани“, Кашиас до Сул, до международно летище „Ресифи“, Ресифи, с планирани междинни кацания в Сао Пауло и Рио де Жанейро, Бразилия, управляван от „TAM Транспортс Ейриос Ридженайс“. На 31 октомври 1996 г. самолетът „Фокер 100“, който изпълнява полета, претърпява срив и се преобръща неконтролируемо надясно, след което се удря в две сгради и се разбива в няколко къщи в гъсто населен район в Жабакуара само 25 секунди след излитане от Сао Пауло. Всички 95 души на борда загиват, както и още 4 на земята.
Разследването установява, че реверсът на десния двигател работи с пълна тяга на заден ход, докато самолетът излита от пистата в Сао Пауло. Междувременно левият работи с нормална тяга при излитане и това довежда до рязкото завъртане на самолета надясно и спускането му към земята.
Това е четвъртият най-смъртоносен инцидент в историята на бразилската авиация (вторият по това време) и най-смъртоносният авиационен инцидент с участието на „Фокер 100“.